# 에리트레아 항공
에리트레아 항공(영어: Eritrean Airlines)은 아스마라에 본사를 두고 있는 에리트레아의 항공사로 허브 공항은 아스마라 국제공항이 있다.

## 역사
1991년에 설립했으며 이후 지상업무와 항공권 발매에 치중하다가 2002년부터 정식으로 취항하기 시작했다. 2003년에 최초로 나이로비, 프랑크푸르트, 밀라노에 취항했으며 계속해서 취항 노선을 늘리는 반면 일부 노선은 운항이 중단되었다. 2006년에 파키스탄 정부와 합작으로 카라치에 취항하기 시작했다.

## 운항 노선
- 2012년 7월 기준으로 에리트레아 항공은 다음과 같은 노선을 운항하고 있다.

## 보유 기종
- 2012년 7월 기준으로 에리트레아 항공은 다음과 같은 기종을 보유하고 있으며 평균 기령은 21년이다.[1][2]

## 사진

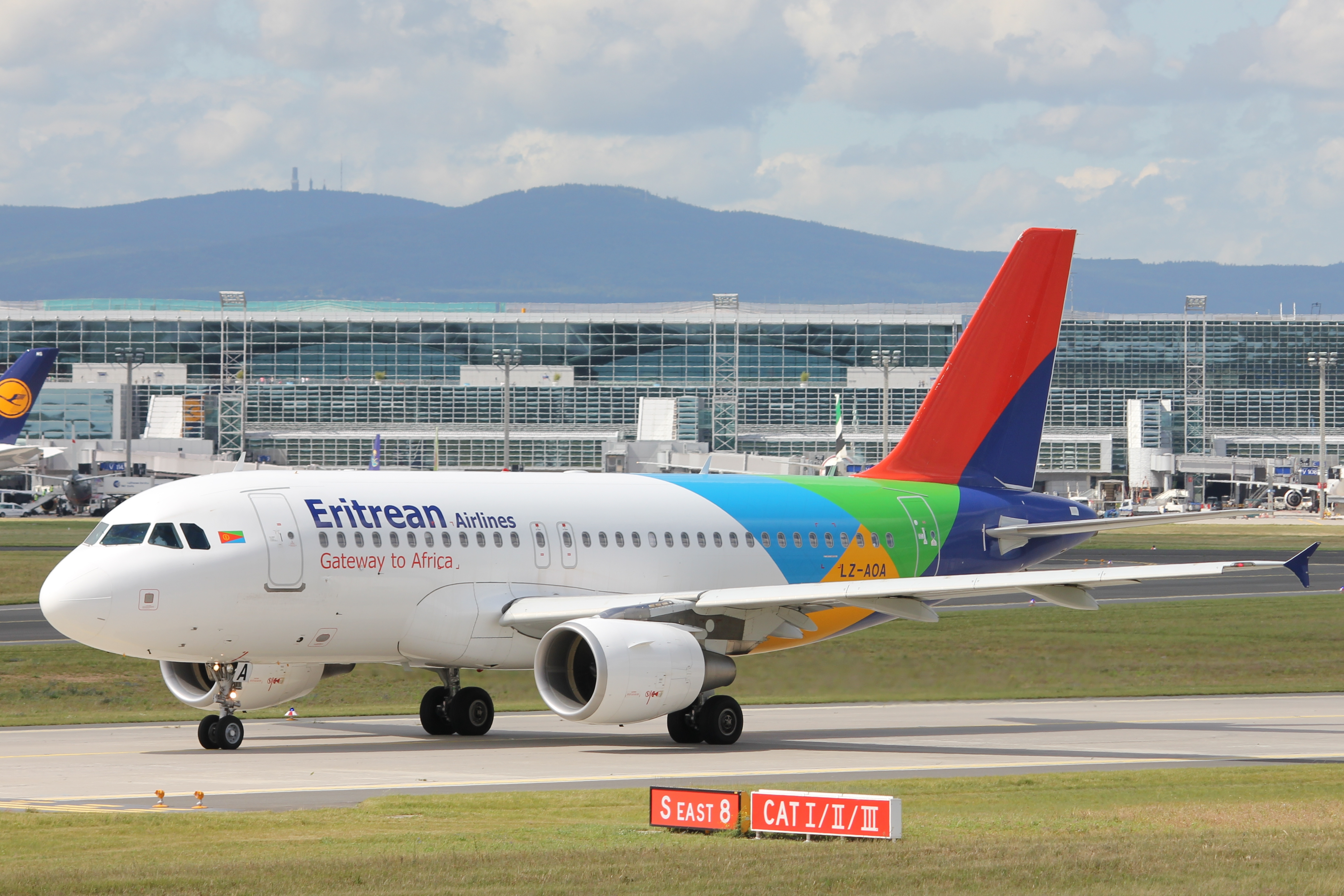
에리트레아 항공의 에어버스 A319-100
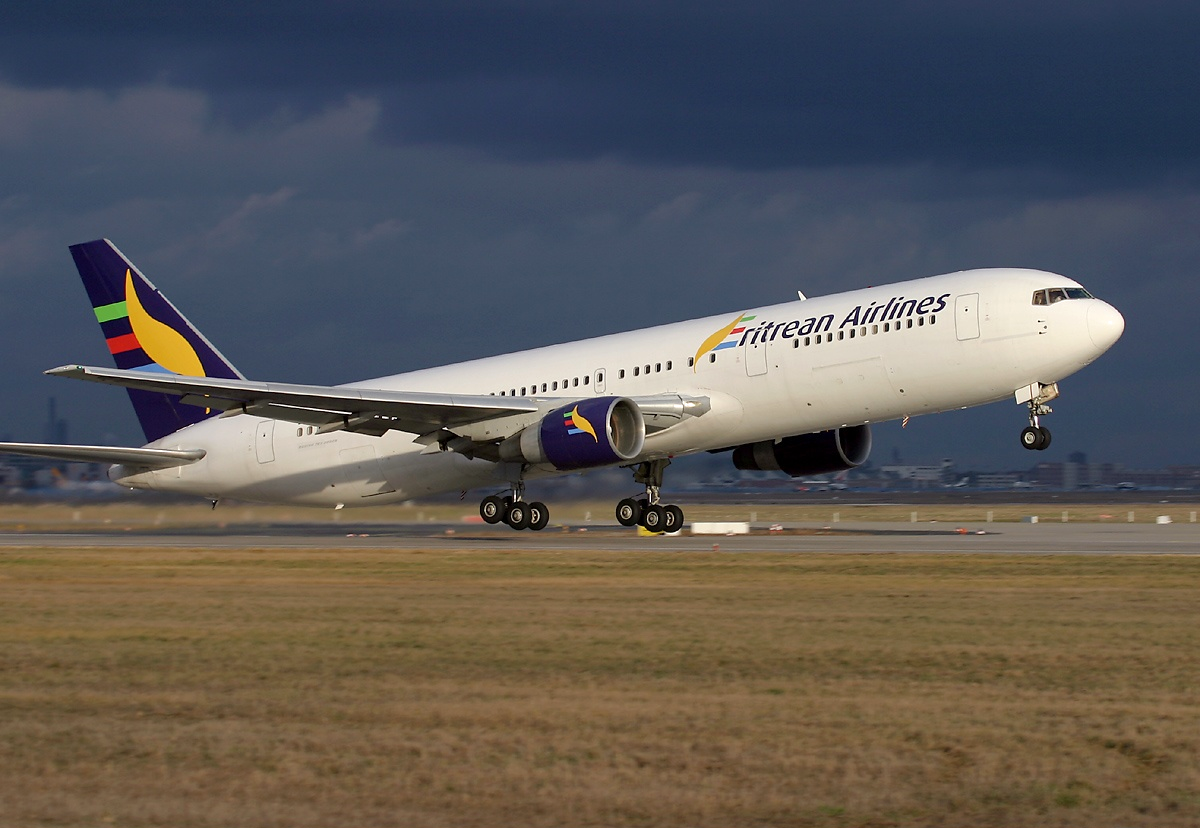
에리트레아 항공의 보잉 767-300ER
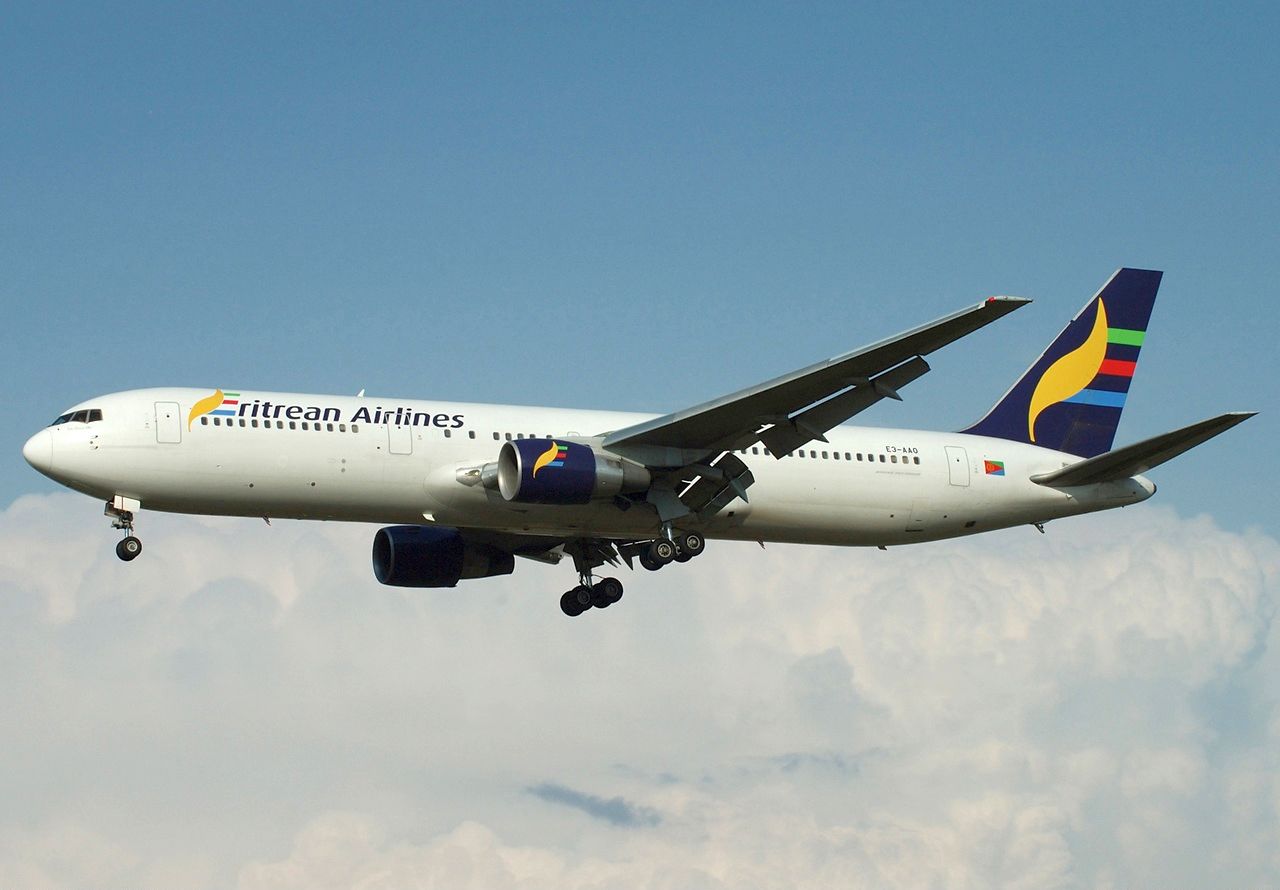
에리트레아 항공의 보잉 767-300ER